# Thai Rath
Thai Rath (en tailandés: ไทยรัฐ ) en un periódico de Tailandia publicado en Bangkok y de ámbito nacional. Fue fundado el de 1962.
Está dividido en dos secciones: la primera tiene un contenido sensacionalista y cubre noticias sobre accidentes y crímenes; también incluye información política, de economía y sociedad. La segunda trata sobre deportes y entretenimiento. Es el diario de mayor venta con cerca de un millón de ejemplares al día.
Respecto a su línea editorial se le ha considerado próximo al primer ministro Thaksin Shinawatra y a su partido, el Thai Rak Thai, desde que llegó al poder en 2001. Sin embargo, desde finales de 2005 ha sido más crítico con el gobierno, incluso con el propio Thaskin con ocasión de las invalidadas elecciones del 2 de abril de 2006 y los casos de corrupción.